# Węglik cyrkonu
Węglik cyrkonu – nieorganiczny związek chemiczny, bardzo twardy (8–9 w skali Mohsa), ogniotrwały (odporny na wysokie temperatury) materiał ceramiczny, stosowany głównie w ostrzach narzędzi skrawających. Zwykle jest przetwarzany poprzez spiekanie. 

## Właściwości
Ma postać szarego, metalicznego proszku o regularnej strukturze krystalicznej. Jest bardzo odporny na korozję. Jak większość węglików metali ogniotrwałych, węglik cyrkonu jest związkiem podstechiometrycznym. Przy zawartościach węgla większych niż w przybliżeniu ZrC0,98 materiał zawiera wolny węgiel. ZrC reaguje z wodą i kwasami. Jest piroforyczny. Węglik cyrkonu wytwarza się przez ogrzewanie tlenku cyrkonu z koksem w piecu łukowym.

## Zastosowanie
Mieszanina węgliku cyrkonu i węgliku tantalu jest ważnym cermetem. Wolny od zanieczyszczenia hafnem węglik cyrkonu i węglik niobu może być używany do pokryć ogniotrwałych w reaktorach jądrowych. Pokrycie jest zazwyczaj nanoszone poprzez osadzanie z fazy gazowej w reaktorze ze złożem fluidalnym. Stosowany jest także jako materiał ścierny, w platerowaniu oraz produkcji włókien żarowych i narzędzi skrawających.